# ハンドボルド・リーガエン (男子)
ハンドボルド・リーガエン（Håndboldligaen）は、デンマークにおけるハンドボールの男子トップリーグ。1936年に設立された。現在はブックメーカーの888が命名権を取得し、888リーガエン（888ligaen）として開催されている。
2018-19年時のEHFランクは6位。

## 所属チーム
2018-19年シーズン
| チーム名                         | 所在地                                                                      | 前年度 |
| -------------------------------- | --------------------------------------------------------------------------- | ------ |
| スケアン・ハンドボル             | 中央ユラン地域レンクービング＝スケアン市スケアン                            | 1位    |
| GOGハンドボル                    | 南デンマーク地域スヴェンボー市グズメ                                        | 2位    |
| ビェアイングブロー＝スィルゲボー | 中央ユラン地域ヴィボー市ビェアイングブロー                                  | 3位    |
| オールボー・ハンドボル           | 北ユラン地域オールボー市オールボー                                          | 4位    |
| TTHホルステブロー                | 中央ユラン地域ホルステブロー市ホルステブロー                                | 5位    |
| KIFコリング                      | 南デンマーク地域コリング市コリング                                          | 6位    |
| ノアシェラン・ハンドボル         | デンマーク首都地域グリプスコウ市ヘルスィンゲ                                | 7位    |
| オーフス・ハンドボル             | 中央ユラン地域オーフス市オーフス                                            | 8位    |
| モース＝テュー・ハンドボル       | 北ユラン地域モース市ニュクービン・モース 北ユラン地域ティステズ市ティステズ | 9位    |
| リーベ＝エスビェアHH             | 南デンマーク地域エスビャウ市エスビャウ                                      | 10位   |
| スナユスケ・ハンドボル           | 南デンマーク地域スナボー市スナボー                                          | 11位   |
| スカナボーHH                     | 中央ユラン地域スカナボー市スカナボー                                        | 12位   |
| TMSレングステズ                  | シェラン地域レングステズ市レングステズ                                      | 2部1位 |
| レムヴィー＝テュボラン           | 中央ユラン地域レムヴィー市レムヴィー                                        | 2部2位 |